# Carlos Moreno Laguillo
Carlos Moreno Laguillo es un productor de telenovelas hechas por Televisa en México.

## Biografía
Carlos Moreno Laguillo es un productor que se formó en Televisa. Trabajó como productor asociado en las telenovelas Bendita mentira en 1996, producida por Jorge Lozano Soriano y en la primera parte Nunca te olvidaré en 1999, producida por Juan Osorio Ortiz, entre otras más.
Fue uno de los productores de la primera telenovela española que contó con la participación de Televisa titulada El secreto, adaptación de la telenovela mexicana Retrato de familia, producida por Europroducciones y Televisa para Televisión Española en 2001, que además contó con elenco español y mexicano.
En 2003 regresa a producir de nuevo en México Bajo la misma piel, telenovela original de Martha Carrillo y Cristina García y en 2005 realizó la telenovela infantil Sueños y caramelos remake adaptado para público infantil de La pícara soñadora producida en 1991.
Después regresa a producir para el horario de las 19:00 con la dupla de las escritoras Martha Carrillo y Cristina García nuevas versiones de historias como En nombre del amor en 2008 remake de Cadenas de amargura, Cuando me enamoro en 2010 remake de La mentira, Amor bravío en 2012 remake de De pura sangre, Quiero amarte en 2013 remake de Imperio de Cristal, y A que no me dejas en 2015 remake de Amor en silencio.
En 2016, debuta en el horario estelar de las 21:00Hrs con la serie Mujeres de negro adaptación de la serie finlandesa Black Widows creada en 2014.
En 2018, produce la telenovela de comedia Y mañana será otro día para el horario de las 16:30 h.
A partir del mes de agosto de 2018 Televisa empezó a ya no renovar contratos de exclusividades a sus productores, recordamos que esa medida lo hizo con la parte actoral a finales de 2017 y lo que lleva el 2018 y ahora le tocó el turno a Carlos Moreno Laguillo, por lo que su último proyecto para Televisa fue Y mañana será otro día. Sin embargo con la llegada de Jorge Eduardo Murguía Orozco a la vicepresidencia de contenidos de Televisa, muchos productores regresaron como Rosy Ocampo y Nicandro Díaz, también volvió Moreno a producir en la empresa y ya se confirmó que su nueva telenovela se llama Fuego ardiente, una historia original de Martha Carrillo y Cristina García.

## Trayectoria

### Productor ejecutivo

#### Telenovelas
- Segunda parte de Nunca te olvidaré (1999)
- El secreto (2001) con Carlos Orengo[3]
- Bajo la misma piel (2003)
- Sueños y caramelos (2005)
- En nombre del amor (2008-2009)
- Cuando me enamoro (2010-2011)
- Amor bravío (2012)[4]
- Quiero amarte (2013-2014)[5]
- A que no me dejas (2015-2016)[6]
- Y mañana será otro día (2018)
- Fuego ardiente (2021)[7]
- Mi secreto (2022-2023)
- Mi amor sin tiempo (2024)

#### Series
- Mujeres de negro (2016) - Las Estrellas
- Juegos interrumpidos (2024/25) - Vix & Las Estrellas

### Productor asociado
- Bendita mentira (1996)
- Primera parte de Nunca te olvidaré (1999)

## Premios

### Premios TVyNovelas
| Año  | Categoría             | Telenovela        | Resultado |
| ---- | --------------------- | ----------------- | --------- |
| 2011 | Mejor telenovela      | Cuando me enamoro | Nominada  |
| 2013 | Mejor telenovela      | Amor bravío       | Nominada  |
| 2016 | Mejor telenovela      | A que no me dejas | Nominada  |
| 2016 | Mejor reparto         | A que no me dejas | Nominada  |
| 2016 | Mejor multiplataforma | A que no me dejas | Nominada  |
| 2017 | Mejor serie           | Mujeres de Negro  | Ganadora  |

- Reconocimiento especial por A que no me dejas como "La reina sin corona".

### Premios ACE
| Año  | Categoría        | Telenovela         | Resultado |
| ---- | ---------------- | ------------------ | --------- |
| 2010 | Mejor telenovela | En nombre del amor | Ganadora  |

### Premios People en Español
| Año  | Categoría     | Telenovela         | Resultado |
| ---- | ------------- | ------------------ | --------- |
| 2009 | Mejor refrito | En nombre del amor | Nominada  |

## Presea Luminaria de Oro 2015
- Reconocimiento por Desempeño a A que no me dejas.[11]